# Arzachena
Arzachena (sardisk: Alzachèna, Altzaghèna) er en by og en kommune (comune) i provinsen Sassari i regionen Sardinien i Italien. Byen ligger i 85 meters højde og har 13.650 indbyggere (2016). Kommunen har et areal på 230,85 km² og grænser til kommunerne Luogosanto, Luras, Olbia, Palau, Tempio Pausania og Sant'Antonio di Gallura.